# Saint-Germain-sur-Rhône

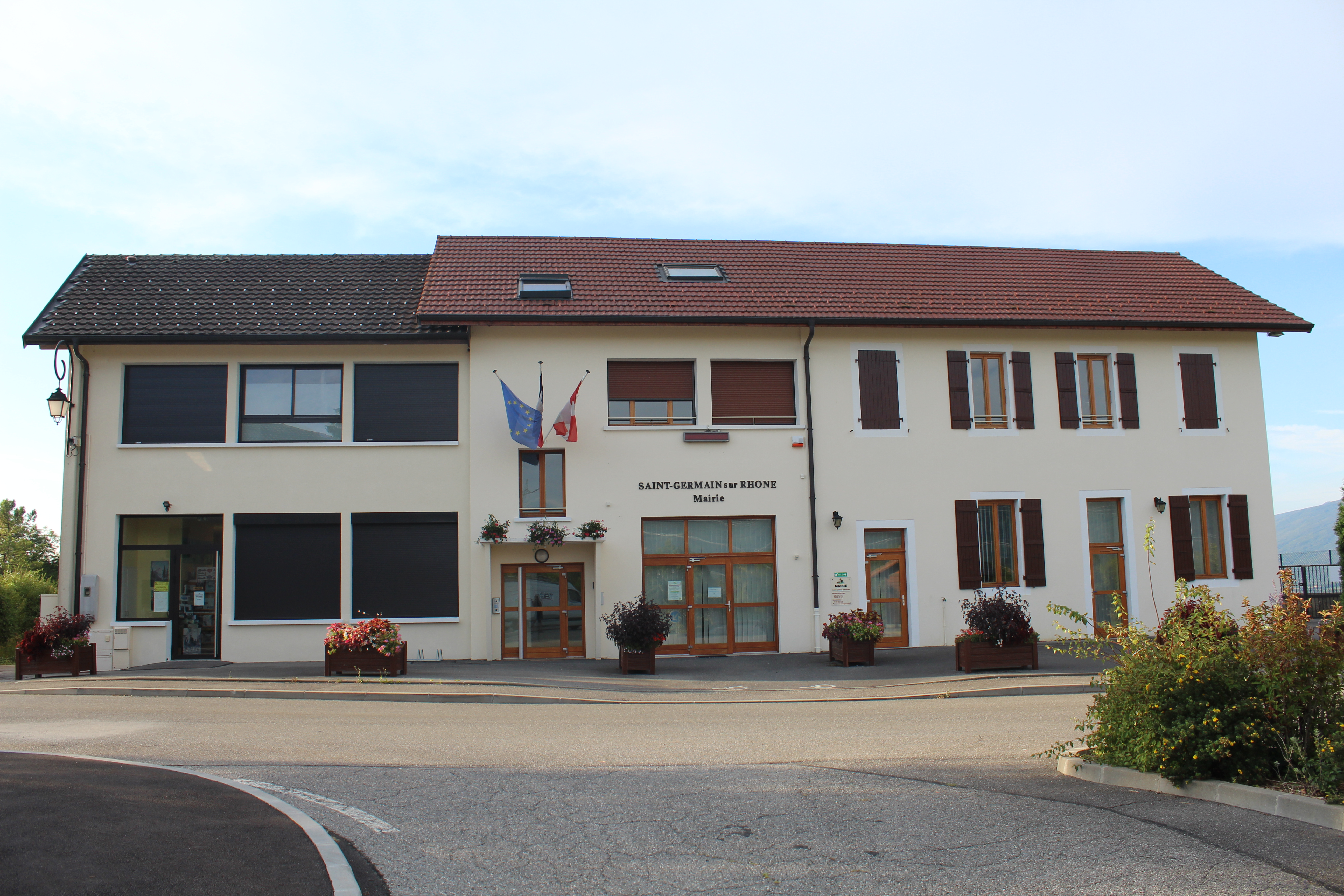
Rathaus von Saint-Germain-sur-Rhône.

Saint-Germain-sur-Rhône ist eine französische Gemeinde im Département Haute-Savoie in der Region Auvergne-Rhône-Alpes.

## Geographie
Saint-Germain-sur-Rhône liegt auf 430 m, in der Nähe von Bellegarde-sur-Valserine, etwa 30 Kilometer nordwestlich der Stadt Annecy (Luftlinie). Das Bauerndorf erstreckt sich auf einem Geländevorsprung über dem Rhonetal, oberhalb des Staudamms von Génissiat, am Ostfuß des Juras, im Genevois.
Die Fläche des 7,85 km² großen Gemeindegebiets umfasst einen Abschnitt des westlichen Genevois. Die westliche Grenze bildet die Rhône, die sich hier in einem mehr als 100 m tief in die umgebenden Plateaus eingesenkten Tal, das von Norden nach Süden verläuft, befindet und durch den Damm von Génissiat aufgestaut ist. In der Nähe des Dorfes befindet sich eine Engstelle, bei der die Kalkfelsen senkrecht in den Stausee abfallen. Vom Flusslauf erstreckt sich das Gemeindeareal auf das östlich angrenzende Hochplateau (durchschnittlich 500 m), das durch mehrere kurze Erosionstäler, welche sich zur Rhône hin öffnen, untergliedert ist. Im Waldgebiet Bois du Clos wird mit 537 m die höchste Erhebung von Saint-Germain-sur-Rhône erreicht.
Zu Saint-Germain-sur-Rhône gehören neben dem eigentlichen Ortskern auch mehrere Weilersiedlungen und Gehöfte, darunter: 
- Cusinens (460 m) am östlichen Talhang der Rhône
- Beaumont (480 m) auf einem Geländevorsprung über dem Rhônetal
- Sur les Crêts (500 m) auf dem Plateau östlich des Rhônetals

Nachbargemeinden von Saint-Germain-sur-Rhône sind Éloise im Nordosten, Chêne-en-Semine im Südosten, Franclens im Süden sowie Injoux-Génissiat, Billiat und Bellegarde-sur-Valserine im Westen.

## Geschichte
Saint-Germain wird im frühen 15. Jahrhundert erstmals urkundlich erwähnt. Bis 1801 hieß die Gemeinde Saint-Germain, danach wurde sie in Saint-Germain-en-Sémine und 1815 in Saint-Germain-sur-Rhône umbenannt. Ab 1818 erfolgte eine erneute Umbenennung in Saint-Germain, bevor 1860 der heutige offizielle Name endgültig eingeführt wurde.

## Sehenswürdigkeiten
Die Dorfkirche von Saint-Germain-sur-Rhône stammt aus dem 19. Jahrhundert. 

## Bevölkerung
| Jahr                       | 1962 | 1968 | 1975 | 1982 | 1990 | 1999 | 2005 |
| Einwohner                  | 103  | 84   | 169  | 187  | 230  | 305  | 373  |
| Quellen: Cassini und INSEE |      |      |      |      |      |      |      |

Mit 644 Einwohnern (Stand 1. Januar 2022) gehört Saint-Germain-sur-Rhône zu den kleinen Gemeinden des Département Haute-Savoie. Im Verlauf des 19. und 20. Jahrhunderts nahm die Einwohnerzahl aufgrund starker Abwanderung kontinuierlich ab (1861 wurden in Saint-Germain-sur-Rhône noch 638 Einwohner gezählt). Seit Beginn der 1970er Jahre wurde jedoch wieder eine deutliche Bevölkerungszunahme verzeichnet.

## Wirtschaft und Infrastruktur
Saint-Germain-sur-Rhône ist noch heute ein vorwiegend durch die Landwirtschaft geprägtes Dorf. Daneben gibt es einige Betriebe des lokalen Kleingewerbes. Zahlreiche Erwerbstätige sind Wegpendler, die in den größeren Ortschaften der Umgebung, insbesondere in Bellegarde-sur-Valserine ihrer Arbeit nachgehen.
Die Ortschaft liegt abseits der größeren Durchgangsstraßen. Lokale Straßenverbindungen bestehen mit Éloise (Bellegarde-sur-Valserine), Chêne-en-Semine und Franclens. Der nächste Anschluss an die Autobahn A40 befindet sich in einer Entfernung von rund 6 km.